# Художній музей Північної Кароліни
Художній музей Північної Кароліни (англ. North Carolina Museum of Art; скор.  NCMA ) — музей у місті Ролі, штат Північна Кароліна, США; один із провідних художніх музеїв на півдні Сполучених Штатів. Заснований 1947 року.

## Історія
Створення музею почалося 1947 року. Проте для відвідування музей відкрився лише 1956 року. Нині він має колекцію понад 5000 експонатів за  5000 років — від античності до наших днів.
1924 року в Мистецькому товаристві штату Північна Кароліна ( North Carolina State Art Society ) була висловлена ідея створення художнього музею.. 1928 року товариство на наявні кошти придбало 75 картин, які були показані 1929 року на тимчасовій виставці в  Agriculture Building . 1939 року цей ще доволі скромний музей був перенесений в колишню будівлю Верховного Суду.
1947 року Законодавчі збори штату виділили  $ 1 000 000 на придбання колекції творів мистецтва для жителів Північної Кароліни — це було першим випадком виділення державних коштів для художньої колекції в країні.
Протягом своєї діяльності музей реконструювали і розширювали. У квітні 2010 року в музеї відкрили нову Західну будівлю, що має площу  127 000 квадратних футів  (11 800 м), і її спроєктували нью-йоркські архітектори з компанії  Thomas Phifer and Partners. В рамках цього проєкту було перебудовано і східну будівлю. Загальна вартість робіт становила  $ 72,3 млн.

## Колекція
Колекція музею складається з таких відділів:
- Африканський ;
- Американський ;
- Відділ доколумбової Америки ;
- Єгипетський ;
- Класичного мистецтва;
- Європейський ;
- Відділ модерного мистецтва ;
- Відділ сучасного мистецтва ;
- Юдаїка ;
- Відділ Оґюста Родена .

## Європейська колекція
Велика європейська колекція є окрасою музею: із 139 придбаних картин та скульптур, 123 були європейськими. 1961 року Фундація Самуеля Кресса подарувала ще 75 картин з італійських шкіл. Таким чином колекція музею стала однією з найбільших і найважливіших у всіх Сполучених Штатах.

### Північна Європа
Мистецтво Північної Європи представлене невеликою, але добірною збіркою живопису і скульптури Північного Відродження, збіркою нідерландського і фламандського живопису XVII століття та фламандського барокового мистецтва.
Тут представлені твори таких майстрів, як Гендрік Тербрюгген, Ян Стен, Ян Лівенс, Якоб ван Рейсдал, Говерт Флінк, Ян Брейгель Старший, Пітер Пауль Рубенс, Антоніс ван Дейк, Якоб Йорданс, Франс Снейдерс.

### Вибрані твори
- Джотто та помічники,  Поліптих Перуцці, близько 1318—1322
- Пінтуріккіо,  Мадонна, що читає, з дитиною , близько 1494—1498
- Чіма да Конельяно,  Мадонна з дитиною , 1496—1499
- Сандро Боттічеллі, Поклоніння немовляті, бл. 1500
- Рафаель,  Чудо святого Ієроніма , близько 1502—1503
- Тиціан (атрибуція)  Поклоніння дитині , близько 1507—1508
- Джованні Антоніо Порденоне,  Сан-Просдочімо і Сан-П'єтро, близько 1515—1517
- Перуджино,  Діва, що страждає , 1520 рік
- Перуджино,  Іоанн Євангеліст скорботний , 1520
- Джованні Больтраффіо, Молода дівчина у вінку з квітів, недатована,
- Лукас Кранах Старший, Мадонна з дитиною, 1518
- Штефан Лохнер, Святий Ієронім у своїй келії, бл. 1440
- Латур Овернський, Благовіщення, триптих, бл. 1497